# Tabula rasa (televisieserie)
Tabula rasa is een Vlaamse psychologische thrillerserie uit 2017. De reeks werd bedacht en geschreven door Malin-Sarah Gozin, hoofdactrice Veerle Baetens en Christophe Dirickx. Ze werd geregisseerd door Kaat Beels en Jonas Govaerts en geproduceerd door Frank Van Passel en Helen Perquy voor productiehuis Caviar Films.

## Verhaal
Annemie "Mie" D'Haeze (Veerle Baetens) lijdt sinds een auto-ongeluk aan geheugenverlies. Ze kan geen nieuwe informatie opslaan, waardoor ze voortdurend tekent en schrijft in een soort dagboek om een referentie te hebben. Niet enkel wordt ze geconfronteerd met haar eigen hersenen, die een invulling proberen te geven aan de gaten in haar geheugen, maar ook is ze de laatste persoon die de vermiste Thomas De Geest in levenden lijve heeft gezien. De politie veronderstelt dat Mie moet hebben geweten wat hem overkomen is. 
Mie belandt in een instelling, waar de politie-inspecteur Jacques Wolkers - tevens de vader van De Geest - de waarheid uit haar probeert te sleuren. Stukje bij beetje komt Mies geheugen terug, en wordt het niet alleen Mie, maar ook de kijker duidelijk wat zich tussen het moment van het auto-ongeluk en het moment van verdwijning van De Geest heeft afgespeeld.
Enige tijd na het auto-ongeluk leerde Mie De Geest kennen. In de drie maanden die volgden, worstelde ze met de rouwverwerking over haar dochter, met leugens van haar familieleden en met onverklaarbare gebeurtenissen rond het huis die haar tot waanzin drijven. Ze begon De Geest te beschouwen als de enige die ze kon vertrouwen, tot de dag waarop ze ontdekte dat hij bestuurder van de andere auto was in het auto-ongeluk waarbij Mie haar geheugen verloor en haar dochter Romy het leven liet. Na die ontdekking ketende ze Thomas vast in de kelder van een verlaten hut.
Pas na tien dagen, in de laatste aflevering, herinnert Mie zich waar ze Thomas De Geest heeft achtergelaten. Ze bekent schuld tegen haar psychiater, die haar de politie laat bellen. De politie snelt vervolgens naar de hut. Thomas wordt niet gevonden, maar wel genoeg bewijs om aan te tonen dat hij er heeft vastgezeten. Wanneer inspecteur Wolkers terug op zijn bureau komt, vindt hij een envelop met een getuigenverklaring van zijn zoon over de ware toedracht van het auto-ongeluk. 
Véronique, de jaloerse minnares van de man van Mie, had Mie willen laten verongelukken. Hiervoor had ze Thomas De Geest in een kroeg opgepikt, dronken gevoerd, en hem met auto en al de weg opgeduwd precies op het moment dat Mie met haar dochtertje kwam aanrijden. Het ongeluk had echter niet het gewenste effect. Wanneer Mie wordt opgenomen na de verdwijning van De Geest ziet Véronique een nieuwe kans om Mie uit de weg te ruimen en doet ze zich voor als Mies psychiater. Thomas De Geest, die 
op bezoek wilde gaan bij Mie in de instelling, heeft Véronique echter herkend, en zich de avond herinnerd waarop hij werd dronken gevoerd. 
Terwijl inspecteur Wolkers de brief leest, neemt Thomas wraak op Véronique, als boetedoening voor wat hij Mie en haar familie heeft aangedaan. Véronique is na de bekentenis weggereden bij de instelling en veronderstelt definitief van haar rivaal verlost te zijn. Thomas wacht haar echter onderweg op en ramt haar auto; een voor beiden fatale botsing volgt.
Ook Mie krijgt een envelop met verklaring van Thomas. Ze besluit de verklaring niet te lezen. Mie mag de instelling verlaten en maakt met haar man een nieuwe start.

## Rolverdeling
| Acteur                 | Personage                  |
| ---------------------- | -------------------------- |
| Veerle Baetens         | Annemie D'Haeze            |
| Stijn Van Opstal       | Benoit D'Haeze             |
| Jeroen Perceval        | Thomas De Geest            |
| Hilde Van Mieghem      | Rita                       |
| Gene Bervoets          | Inspecteur Jacques Wolkers |
| Peter Van den Begin    | Jan "Vronsky" Peeters      |
| Natali Broods          | Véronique/Dr. Mommaerts    |
| Cécile Enthoven        | Romy D'Haeze               |
| Ruth Beeckmans         | Karen                      |
| Steven Van Watermeulen | Hoofdpsychiater            |
| Gregory Frateur        | Jackson                    |
| François Beukelaers    | Walter                     |
| Lynn Van Royen         | Nikki                      |
| Tom Audenaert          | Olivier                    |
| Bilall Fallah          | Mozes                      |
| Marc Peeters           | Boswachter                 |
| Viviane De Muynck      | Edith Lagrange             |
| Michael Pas            | Dr. Trakoshis              |
| Peter De Graef         | Therapeut                  |
| Kevin Bellemans        | Agent Meulemans            |
| Isabelle Van Hecke     | Medisch secretaresse       |
| Koen De Sutter         | Dekeyser                   |
| Valentijn Dhaenens     | Overste van Wolkers        |
| Els Olaerts            | Relatietherapeute          |
| Bob Snijers            | Therapeut                  |
| Anne Mie Gils          | Chantal                    |
| Ruth Becquart          | Vanessa                    |

## Première
De reeks beleefde zijn internationale première op het Fantastic Fest in Austin, Texas, waar de eerste drie afleveringen van de reeks werd vertoond. 
De Belgische première vond plaats op Film Fest Gent op 18 oktober 2017 waar de eerste twee afleveringen werden vertoond.

## Afleveringen
| Nr. | Aflevering | Titel                 | Regie                       | Scenario                                               | Kijkcijfers (uitgesteld) | Uitzenddatum     |  |
| --- | ---------- | --------------------- | --------------------------- | ------------------------------------------------------ | ------------------------ | ---------------- |  |
| 1 | 1          | De Geest              | Kaat Beels & Jonas Govaerts | Malin-Sarah Gozin, Christophe Dirickx & Veerle Baetens | 1.033.018 (1.369.223)    | 29 oktober 2017  |  |
| In het heden wordt Mie wakker op de gesloten afdeling van een psychiatrische instelling. Ze krijgt er al snel bezoek van politie-inspecteur Wolkers, die onderzoek doet naar de verdwijning van Thomas De Geest. Mie zou de vermiste als laatste gezien hebben, en haar verklaring zou de sleutel kunnen zijn tot de opheldering van deze onrustwekkende verdwijning, maar helaas voor de politie lijdt Mie sinds enkele maanden, na een zwaar auto-ongeluk, aan een ernstige vorm van geheugenverlies, waardoor haar geheugen regelmatig gewist wordt. In het verleden huist Mie met haar gezin in in de verlaten woning van haar grootvader, nadat hun woning door een ongelukkige samenloop van omstandigheden is afgebrand. |            |                       |                             |                                                        |                          |                  |  |
| 2 | 2          | Houdini               | Kaat Beels & Jonas Govaerts | Malin-Sarah Gozin, Christophe Dirickx & Veerle Baetens | 955.543 (1.262.612)      | 5 november 2017  |  |
| In het verleden probeert Mie aan haar nieuwe woning te wennen, maar dit gaat moeilijker dan gedacht. In het huis en het aanpalende bos gebeuren vreemde dingen, maar de vraag is of deze dingen echt gebeuren of is dit Mies geheugen die spelletjes met haar speelt. In het heden probeert Mie de puinhoop in haar hoofd uit te klaren, maar dit gaat zéér moeizaam, nu inspecteur Wolkers zijn toenaderingen tot Mie opdrijft in de hoop snel iets mee te weten te komen over de verdwijning van De Geest. |            |                       |                             |                                                        |                          |                  |  |
| 3 | 3          | Vogel voor de kat     | Kaat Beels & Jonas Govaerts | Malin-Sarah Gozin, Christophe Dirickx & Veerle Baetens | 1.061.346 (1.222.947)    | 12 november 2017 |  |
| Mie begint zich meer en meer op haar gemak te voelen in de instelling, en ze raakt bevriend met Vronsky, die in de instelling verblijft vanwege pyromanie. Mie begint zich langzaamaan dingen te herinneren over de verdwenen Thomas De Geest. Inspecteur Wolkers neemt haar mee naar het bos waar ze in verwarde toestand werd aangetroffen voor haar verplichte opname in de instelling, in de hoop dat ze zich sneller iets herinnert. |            |                       |                             |                                                        |                          |                  |  |
| 4 | 4          | De draad van Ariadne  | Kaat Beels & Jonas Govaerts | Malin-Sarah Gozin, Christophe Dirickx & Veerle Baetens | 913.000                  | 12 november 2017 |  |
| Mie is ervan overtuigd dat het spookt in het huis van haar grootvader. Om deze redenen laat ze dan ook een waarzegster komen, om het huis te zuiveren. In het heden verzwijgt Mie dingen die ze zich herinnert voor inspecteur Wolkers, die Mie kan overhalen om een nieuwe MRI te laten nemen, aangezien hij twijfelt over de staat van Mies geheugen. |            |                       |                             |                                                        |                          |                  |  |
| 5 | 5          | V.                    | Kaat Beels & Jonas Govaerts | Malin-Sarah Gozin, Christophe Dirickx & Veerle Baetens | 917.179 (1.168.562)      | 19 november 2017 |  |
| ... |            |                       |                             |                                                        |                          |                  |  |
| 6 | 6          | De berenput           | Kaat Beels & Jonas Govaerts | Malin-Sarah Gozin, Christophe Dirickx & Veerle Baetens | Onbekend                 | 19 november 2017 |  |
| ... |            |                       |                             |                                                        |                          |                  |  |
| 7 | 7          | Wally                 | Kaat Beels & Jonas Govaerts | Malin-Sarah Gozin, Christophe Dirickx & Veerle Baetens | 919.725 (1.157.032)      | 26 november 2017 |  |
| ... |            |                       |                             |                                                        |                          |                  |  |
| 8 | 8          | Het bos door de bomen | Kaat Beels & Jonas Govaerts | Malin-Sarah Gozin, Christophe Dirickx & Veerle Baetens | Onbekend                 | 26 november 2017 |  |
| ... |            |                       |                             |                                                        |                          |                  |  |
| 9 | 9          | Bob                   | Kaat Beels & Jonas Govaerts | Malin-Sarah Gozin, Christophe Dirickx & Veerle Baetens | 1.125.514 (1.297.979)    | 3 december 2017  |  |
| ... |            |                       |                             |                                                        |                          |                  |  |

## Ensors
In 2018 won de reeks vijf Ensors, in het eerste jaar dat die filmprijzen werden verbreed met televisiereeksen. Het won de prijs voor beste serie, beste scenario, beste regie, beste acteur (Peter Van den Begin) en beste actrice (Veerle Baetens).